# Bernau im Schwarzwald
Bernau im Schwarzwald är en kommun i Landkreis Waldshut i regionen Schwarzwald-Baar-Heuberg i Regierungsbezirk Freiburg i förbundslandet Baden-Württemberg i Tyskland. Namnet ändrades från Bernau till det nuvarande 1 januari 1999.
Kommunen ingår i kommunalförbundet St. Blasien tillsammans med staden St. Blasien och kommunerna Dachsberg (Südschwarzwald), Häusern, Höchenschwand, Ibach och Todtmoos.